# Tachidiopsis bozici
Tachidiopsis bozici är en kräftdjursart som beskrevs av Nicolaus Gustavus Bodin 1968. Tachidiopsis bozici ingår i släktet Tachidiopsis och familjen Tisbidae. Inga underarter finns listade i Catalogue of Life.